# Blatnička
Blatnička (in tedesco Klein Blatnitz) è un comune della Repubblica Ceca facente parte del distretto di Hodonín, in Moravia Meridionale.